# Skellig Michael
Vous lisez un « article de qualité » labellisé en 2018.
Skellig Michael (en irlandais : Sceilg Mhichíl), aussi connue sous le nom de Great Skellig, est une île de la côte sud-ouest de l'Irlande. Avec Little Skellig, elle forme l'archipel des îles Skellig, au large de la péninsule d'Iveragh dans le comté de Kerry, dans le Munster. S'élevant abruptement à 218 mètres au-dessus de l'océan Atlantique, elle a abrité au Moyen Âge un petit monastère chrétien, ce qui lui a valu une inscription au patrimoine mondial en 1996.
Connue dès l'ère pré-chrétienne, l'île de Skellig Michael voit des moines s'y installer pour la première fois vraisemblablement au VIe siècle. Le monastère subsiste jusqu'au XIIIe siècle, où les moines retournent progressivement s'installer sur l'île principale, à Ballinskelligs. Le site est ensuite abandonné jusqu'à la construction du phare — toujours en activité — au XIXe siècle, qui a pour conséquence la destruction partielle des vestiges. Mais dès la fin du siècle, l'État irlandais met en place une politique de conservation et de restauration qui aboutit au classement de l'île au patrimoine mondial.
Ce petit rocher escarpé aux habitats peu végétalisés constitue également avec l'île voisine un sanctuaire pour la protection des oiseaux marins, accueillant des populations importantes et très diversifiées.

## Toponymie
Le nom local du site en irlandais est Sceilg Mhichíl, c'est-à-dire « le rocher escarpé de Micheál », Micheál désignant saint Michel. En effet, en vieil irlandais, sceillec désigne un rocher escarpé ; cette racine se retrouve dans d'autres toponymes de l'ouest de l'Irlande, voire ailleurs dans le pays dans des toponymes assez différents mais pouvant dériver dudit terme. Le nom a été anglicisé en Skellig Michael. En anglais, l'île est aussi connue sous l'appellation Great Skellig (« la grande Skellig »), en opposition avec Little Skellig.
Une autre étymologie a été proposée : elle suggère que sceillec soit dérivé du vieux norrois skellingar, un terme qui se retrouve dans plusieurs toponymes norvégiens. Cependant, cette hypothèse se heurte à la connaissance d'une source mentionnant sceillec datée aux environs de 700, soit avant l'influence scandinave en Irlande.
Si le toponyme issu de sceillec semble bien être le nom original, très ancien, plusieurs sources font mention d'un nom alternatif, Glascarraig, littéralement « le rocher vert ». Dans l'œuvre en prose appelée le Cath Finntrágha, il est fait référence au « rocher vert qu'on appelle Sgellig Michil ». L'île est parfois appelée Green Skellig, soit la « Skellig verte ».
À l'origine, le site fut inscrit au patrimoine mondial en 1996 sous le nom Skellig Michael. En 2012, le comité du patrimoine mondial prend la décision de renommer le bien en Sceilg Mhichíl.

## Géographie

Carte de Skellig Michael.

### Localisation
L'îlot de Skellig Michael est situé au large de la côte sud-ouest de l'Irlande, dans le comté de Kerry,. Il se situe à 11,6 km de Bolus Head, le point le plus occidental de la péninsule d'Iveragh. Administrativement, il constitue le townland de Great Skellig.
L'île couvre une superficie d'environ 21,9 hectares. Le site inscrit au patrimoine mondial comprend toute l'île, mais pas l'île voisine de Little Skellig ni les eaux entourant l'archipel. L'océan Atlantique forme naturellement la zone tampon du site.

### Topographie

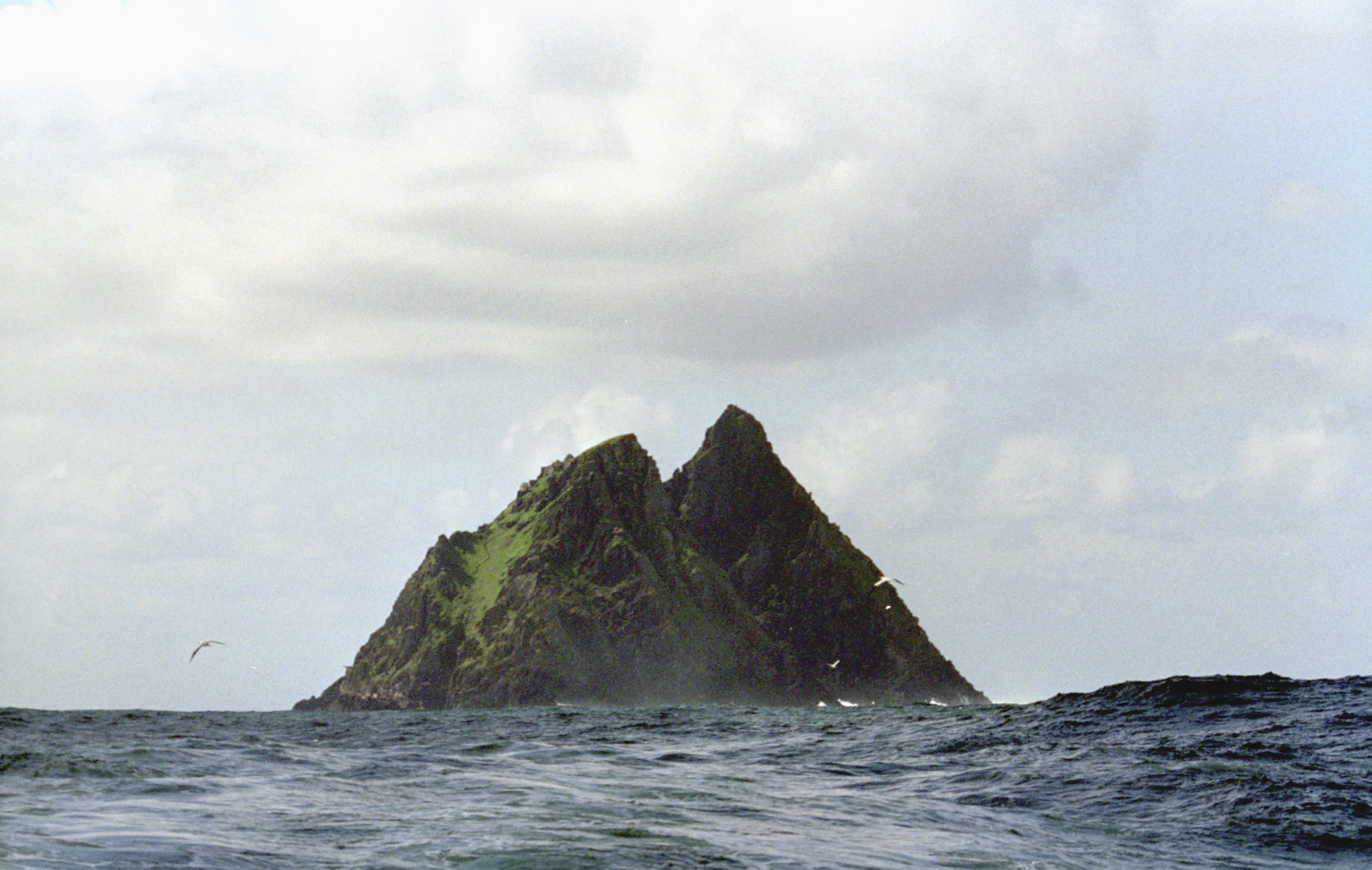
Vue de Skellig Michael depuis le nord. On distingue de gauche à droite le pic nord-est, le Christ's Saddle et le South Peak.

Skellig Michael culmine à 218 m d'altitude ; l'île est particulière par ses pentes abruptes,. Le relief est dominé par deux sommets : le sommet sud-ouest ou South Peak où se situe l'ermitage (218 m d'altitude) et le sommet nord-est où est construit le monastère (185 m d'altitude). Ces deux pics se situent de part et d'autre d'une dépression de 130 m d'altitude connue sous le nom de Christ's Saddle (« la selle du Christ ») ou Christ's Valley,. Par ailleurs, l'île compte trois criques.
Au sud-est de l'île se trouve le rocher Blue Man's Rock.

### Géologie

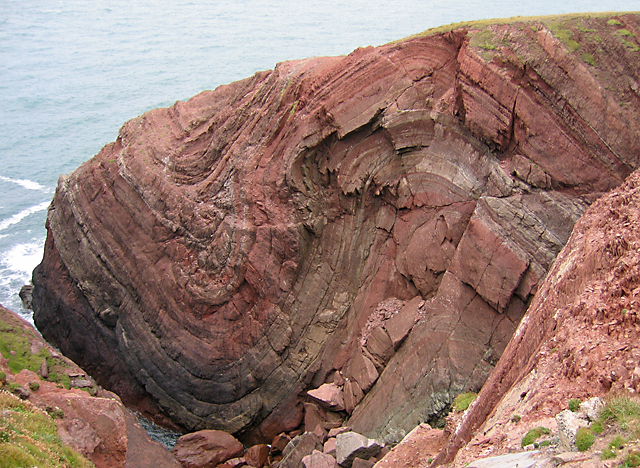
Vieux grès rouges dans le Pembrokeshire (pays de Galles).

Les îles Skellig sont formées par les vieux grès rouges, une unité lithostratigraphique également présente dans les régions montagneuses du sud du comté de Kerry ou de l'ouest du comté de Cork, comme les Macgillycuddy's Reeks ou les Caha Mountains. Ces roches sont issues des sédiments déposés par les rivières en crue lors du Dévonien, il y a 400 millions d'années. La topographie actuelle de la région, caractérisée par des vallées orientées nord-est-est - sud-ouest-ouest séparées par des chaînes de montagnes, est le résultat d'une période de pliages et de formations de chaînes de montagnes environ 100 millions d'années après le dépôt des sédiments. Le niveau de la mer monta, d'où résulta la formation de bras de mer relativement profonds dans le sud-ouest, comme Kenmare River et Bantry Bay, et la séparation des Skellig de l'île principale.
Les mouvements de formation des montagnes ont compressé les roches sédimentaires en couches d'ardoise et de grès en grains fins et durs. Par ailleurs, ces mouvements ont créé de grandes lignes de fracture. L'érosion le long de ces failles au centre de Skellig Michael a causé la cassure et l'effondrement de la roche, laissant une dépression en forme de U, d'une altitude de 130 m, appelée Christ's Saddle. Ainsi, deux pics restèrent, sur chaque côté de la vallée : le pic nord-est (185 m), où est construit le monastère, et le pic sud-ouest (218 m), où est établi l'ermitage. L'érosion le long des lignes de fracture et de clivage est également à l'origine des trois criques de l'île.

### Climat
Le climat de l'Irlande, de type océanique, est fortement influencé par l'océan Atlantique et caractérisé par sa fraîcheur et son humidité. Les précipitations sont abondantes (1 000 mm de pluie par an dans la moitié ouest du pays) et bien réparties (plus de 200 jours par an). Les hivers sont doux (7 °C en janvier sur la côte sud) et les étés ne sont pas particulièrement chauds (15 °C en juillet). La météo se caractérise par une forte nébulosité et des vents violents sur les sommets et les côtes exposées. L'île de Skellig Michael ne connaît pratiquement pas le gel.
| Mois                              | jan.  | fév.  | mars  | avril | mai  | juin | jui. | août  | sep.  | oct.  | nov.  | déc.  | année   |
| --------------------------------- | ----- | ----- | ----- | ----- | ---- | ---- | ---- | ----- | ----- | ----- | ----- | ----- | ------- |
| Température minimale moyenne (°C) | 4,7   | 4,6   | 5,4   | 6,3   | 8,4  | 10,8 | 12,7 | 12,6  | 11,2  | 9     | 6,8   | 5,3   | 8,2     |
| Température moyenne (°C)          | 7,3   | 7,2   | 8,2   | 9,4   | 11,6 | 13,7 | 15,4 | 15,4  | 14,1  | 11,7  | 9,3   | 7,8   | 10,9    |
| Température maximale moyenne (°C) | 9,8   | 9,8   | 11    | 12,5  | 14,9 | 16,7 | 18,1 | 18,2  | 17    | 14,3  | 11,8  | 10,3  | 13,7    |
| Ensoleillement (h)                | 1,4   | 2,2   | 3     | 5,2   | 5,9  | 5,3  | 4,5  | 4,4   | 3,9   | 2,7   | 1,8   | 1,3   | 3,5     |
| Précipitations (mm)               | 173,8 | 123,7 | 123,8 | 96,7  | 93,5 | 95,3 | 99   | 114,9 | 125,4 | 177,1 | 169,3 | 164,9 | 1 557,4 |

| Diagramme climatique                                  |             |            |             |             |              |            |               |             |            |              |              |
| J                                                     | F           | M          | A           | M           | J            | J          | A             | S           | O          | N            | D            |
| 9,84,7173,8                                           | 9,84,6123,7 | 115,4123,8 | 12,56,396,7 | 14,98,493,5 | 16,710,895,3 | 18,112,799 | 18,212,6114,9 | 1711,2125,4 | 14,39177,1 | 11,86,8169,3 | 10,35,3164,9 |
| Moyennes : • Temp. maxi et mini °C • Précipitation mm |             |            |             |             |              |            |               |             |            |              |              |

## Milieu naturel

### Faune

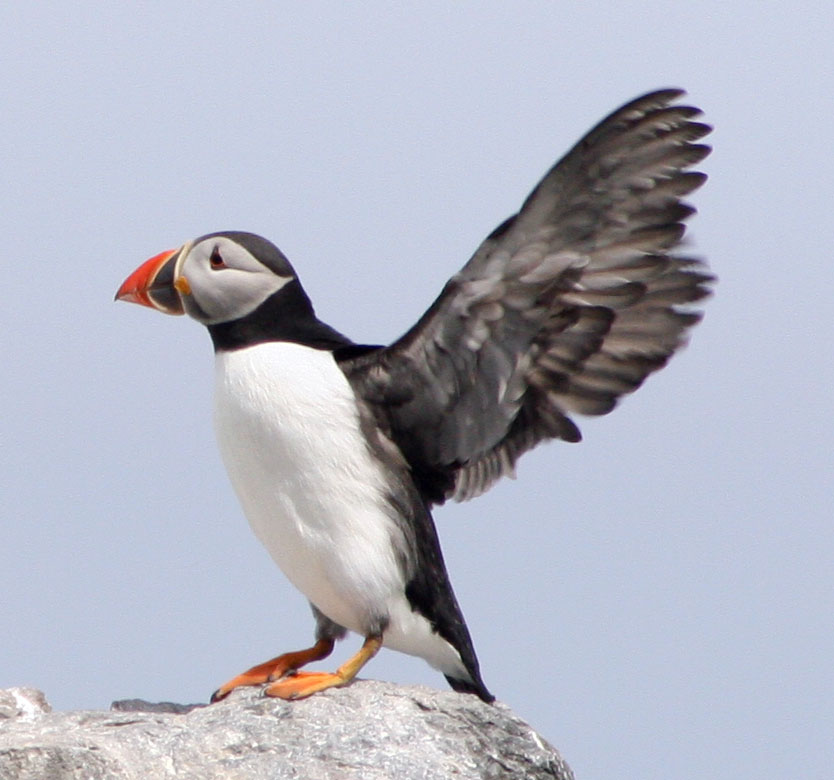
Macareux moine.

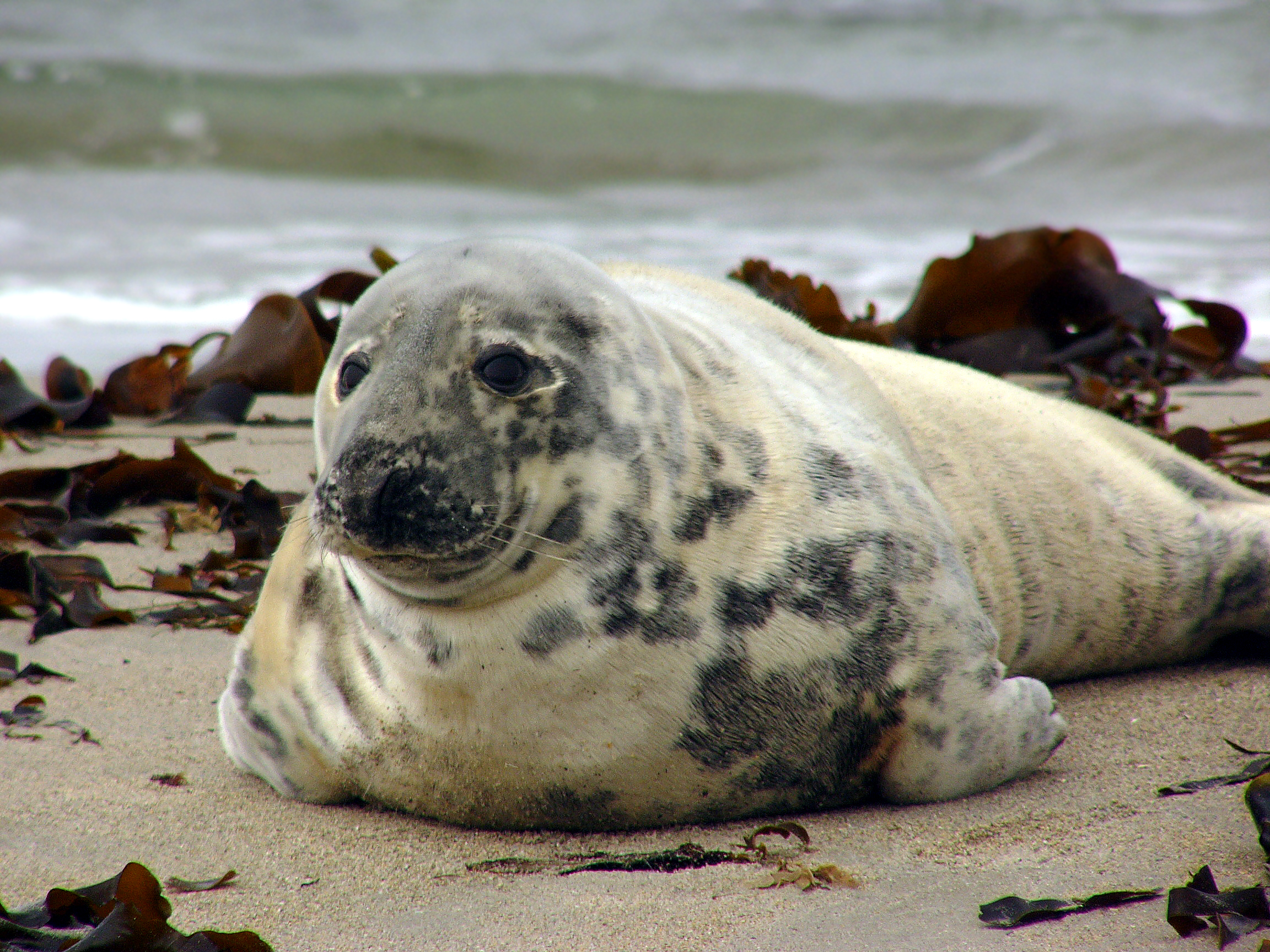
Jeune phoque gris.

Les îles Skellig sont reconnues comme l'un des plus importants sites d'oiseaux marins en Irlande, autant du point de vue de la population que de la diversité. Skellig Michael, avec les îles Blasket et Puffin Island, accueille l'une des plus grandes populations reproductrices de puffins des Anglais et d'hydrobatidés. Parmi les autres d'espèces d'oiseaux marins rencontrées à Skellig Michael, on compte des fulmars, des mouettes, des guillemots et des macareux.
Skellig Michael accueille aussi plusieurs espèces de mammifères, notamment le phoque gris (Halichoerus grypus), mais aussi des lapins et des souris grises.

### Flore

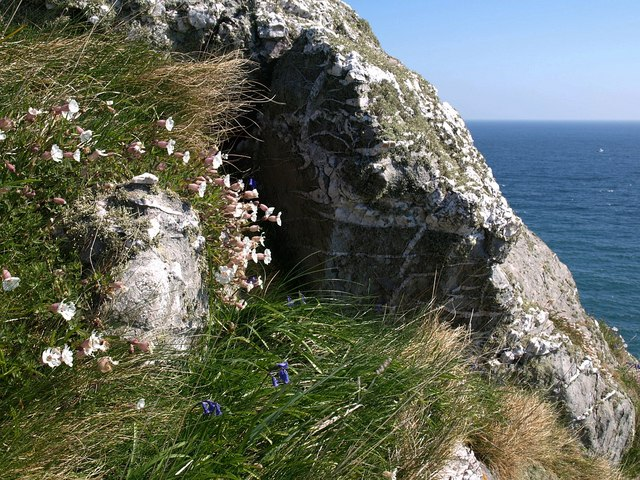
Silènes de l'espèce Silene uniflora.

Skellig Michael est majoritairement recouverte d'habitats peu végétalisés, comme des falaises rocheuses ou des roches à découvert. La végétation que l'on rencontre sur l'île est typique des environnements hautement exposés aux conditions maritimes : terre rare, sol escarpé, embruns salés et vents forts.
Les principales plantes inventoriées à Skellig Michael sont les arméries, les silènes et les spergulaires. La fétuque rouge, l'oseille, et la matricaire maritime sont aussi fréquemment observées.

## Histoire
L'étude historique de Skellig Michael s'est surtout axée sur les travaux archéologiques et l'analyse des ensembles architecturaux monastiques. Néanmoins, des sources écrites du VIIIe au XIIIe siècle ont aussi été utilisées, mais il ne s'agit que de mentions courtes et éparses de l'île.
Des références à l'île se retrouvent dans plusieurs textes en prose : Conall Corc et les Corcu Loígde, Lebar Gabála Érenn et Cath Finntrága. Quant à l'histoire du monastère, on y trouve des références dans des annales (Annales d'Ulster, Annales d'Inisfallen et Annales des quatre maîtres), dans des martyrologes (Feilire Úa Ghormáin et Martyrologe de Tallaght) et des récits en prose (Cogadh Gaedhil re Gallaibh, Caithréim Cellacháin Chaisi, la Topographia Hibernica de Giraud de Barri, et le Libellus de fundacione ecciesie Consecrati Petri).

### Premières références
La présence humaine sur Skellig Michael remonte selon les légendes à l'ère pré-chrétienne, et il semble en effet qu'une présence, du moins occasionnelle, a eu lieu sur l'île à cette époque, bien que ce ne soit pas prouvé,. La plus ancienne légende, remontant à l'époque préhistorique et considérée par les annales comme la toute première référence à Skellig Michael, évoque l'arrivée des Milesiens en Irlande vers 1400 av. J.-C. et en fait un lieu d'inhumation pour Ir, fils de Mile, à la suite d'une noyade,. Le Leabhar Gabhála Érenn relate également un enterrement à la suite des batailles entre les Milesiens et les Tuatha Dé Danann, mais il s'agirait d'un certain Don.
Plus tard, vers 200 apr. J.-C., l'île aurait servi de repaire à Daire Domhain (« le roi du monde ») avant qu’il n’attaque Fionn Mac Cumhaill dans la localité voisine de Ventry.
Comme le relève la spécialiste Françoise Henry, l'île est également mentionnée dans un texte daté du VIIIe ou IXe siècle. Au Ve siècle, lors d'une bataille entre les rois du Munster occidental (Íarmumu, contrôlé par Killarney) et du Munster oriental (Aurmumu, contrôlé par Cashel, dont le roi était néanmoins théoriquement reconnu comme roi de tout le Munster), Duagh, roi du Munster occidental, aurait fui vers Scellecc, mais on ne sait pas si l'île était déjà réellement peuplée,.

### Site chrétien

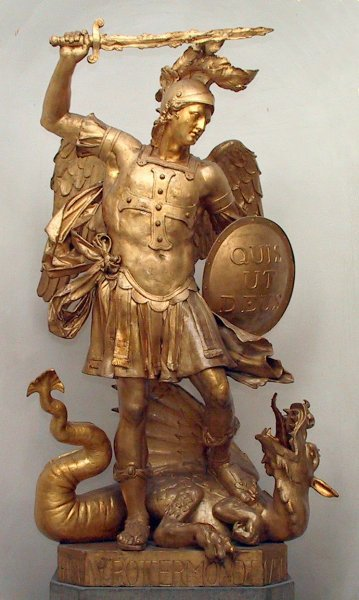
L'archange saint Michel, qui donne son nom à l'île vraisemblablement au X.

Le monastère aurait été fondé au VIe siècle par saint Fionan. Néanmoins, la datation par le carbone 14 indique que les plus anciens artéfacts datent du VIIe siècle au plus tôt, et la plus ancienne preuve écrite de l'existence du monastère date de la fin du VIIIe siècle, puisqu'il s'agit du Martyrologe de Tallaght de Máel Ruain, un document qui relate la mort sur l'île d'un moine nommé Suibhni. L'ermitage, quant à lui, semble n'avoir été bâti qu'après que les moines eurent établi une présence permanente au monastère.
Comme indiqué par les Annales d'Inisfallen et les Annales d'Ulster, le monastère doit faire face aux pillages des Vikings en 824,.
Le monastère est vraisemblablement dédié à l'archange saint Michel entre 950 et 1050,. En effet, les Annales des quatre maîtres font référence à un moine de Sgeillic en 950, mais de Scelic-Mhichil en 1044. Cet événement s'est probablement accompagné de la construction de l'église Saint-Michel, comme c'était la coutume à cette époque. L'église est mentionnée par Giraud de Barri dans sa Topographia Hibernica (« Histoire et topographie de l'Irlande ») à la fin du XIIe siècle, et sa plus ancienne partie correspond au style architectural de l'époque.
L'église est agrandie au XIIe siècle tandis que les bâtiments anciens étaient entretenus.

### Abandon progressif

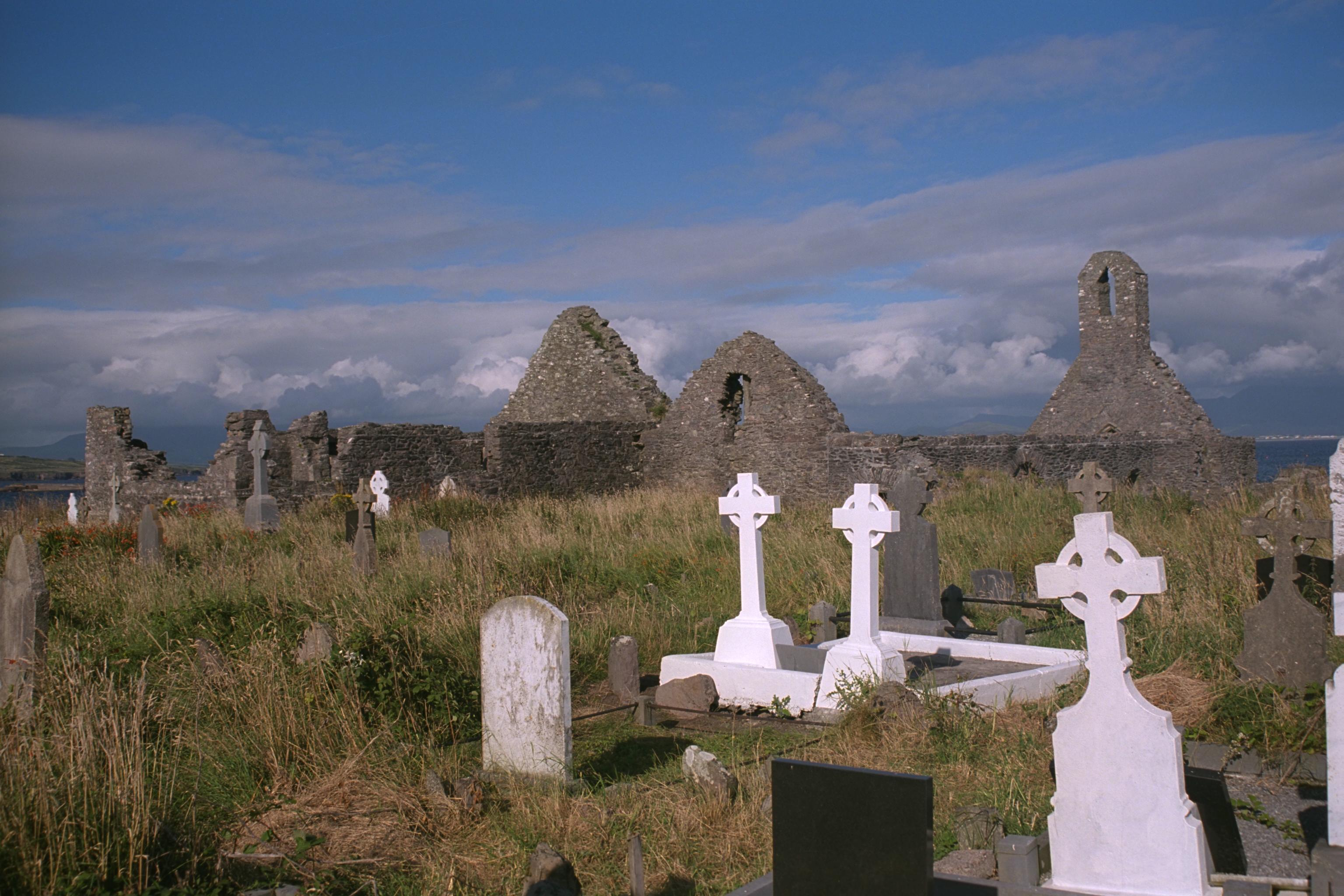
L'abbaye de Ballinskelligs supplante Skellig Michael à partir du XIII.

Au début du XIIIe siècle, les changements climatiques entraînent la baisse des températures et le renforcement des tempêtes sur la côte sud-ouest de l'Irlande. À la même époque, l'Église irlandaise évolue d'un modèle monastique vers une structure diocésaine. Ces changements entraînent la fin des établissements érémitiques insulaires, d'où le déplacement de la communauté de Skellig Michael vers Ballinskelligs sur l'île principale, entre la fin du XIIIe et le début du XIVe siècle.
Ensuite, l'île a probablement continué à être une dépendance de l'abbaye augustine de Ballinskelligs, où les moines pouvaient passer l'été et où les Augustins pouvaient organiser des pèlerinages. Ainsi, les religieux de Ballinskelligs étaient toujours désignés par la papauté comme les « prieurs augustins du rocher de Saint Michel ».
Skellig Michael reste propriété des moines jusqu'en 1578 quand, conséquence des rébellions des Geraldines du Desmond, la reine Élisabeth Ire dissout certains monastères étant sous protection du comte de Desmond. Les îles Skellig passent alors sous propriété séculière de la famille Butler. Dans le bail, Skellig Michael n'apparaît que comme « une petite île du nom de Skellig michell, alias de la sainte Croix, portant une chapelle ». Néanmoins, malgré la disparition du monastère, l'île a continué à servir de lieu de pèlerinage.
Vers 1750, dans une Histoire du royaume de Kerry du frère O'Sullivan, se trouve une allusion à l'existence, sur l'ancien lieu de pèlerinage, de « deux ou trois chapelles en pierre ne pouvant apparemment contenir plus de 30 personnes chacune ». Ce n'est qu'en 1756 qu'apparaît la première description détaillée du rocher, où de rares pèlerins mâtinés d'alpinistes s'aventurent encore : dans sa description du comté de Kerry, Charles Smith évoque les eaux poissonneuses autour du rocher, signale les traces d'anciennes cultures de blé visibles dans la partie centrale plate de l'île et décrit les toits des « cellules », bien qu'il ne semble pas être allé sur place.

### Construction des phares

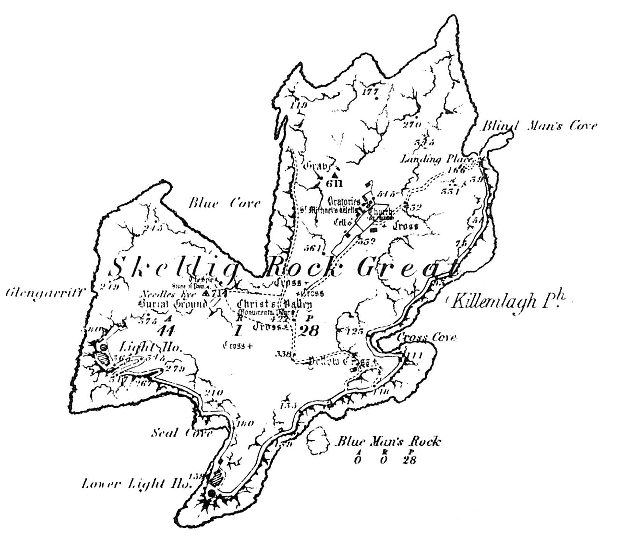
Carte historique de Skellig Michael datant de 1841.

Au début du XIXe siècle germe l'idée d'un phare à Bray Head sur l'île de Valentia. Cependant, le projet est suspendu dans l'attente de l'avis de la Trinity House. Finalement, l'idée est reprise à la fin des années 1810 et, à la place de Bray Head, le site de Skellig Michael est proposé. Au début des années 1820, la Corporation for Preserving and Improving the Port of Dublin (ancêtre du Commissioners of Irish Lights) rachète l'île à la famille Butler dans le but d'y construire deux phares.
Les installations monastiques connaissent alors de nombreuses dégradations — il s'agit de la seule période dans son histoire où l'île connaît de telles altérations —, notamment les escaliers et les chemins partiellement détruits. Selon un visiteur de l'époque, Crofton Croker, « le directeur des travaux avait élu temporairement domicile […] au sommet du pic le moins élevé, entouré de huit ou neuf petites cellules de pierre ressemblant à des ruches » et « converties en casemates pour entreposer la poudre devant servir à faire sauter le rocher »,. La construction du phare se traduit également par l'établissement d'un débarcadère et l'amélioration des chemins d'accès.
Le phare le plus haut en altitude, Upper Lighthouse, mis en activité en 1826, est inactif depuis 1870. Il est aujourd'hui en ruines. L'autre phare, Lower Lighthouse, est toujours en activité,. Modernisé dans les années 1960, il fonctionne automatiquement depuis 1987, alimenté par l'énergie solaire depuis 2001,.

### Protection
En 1880, l'Office of Public Works place les vestiges de l'occupation monastique sous protection de l'État, et lance des projets de restauration des constructions effondrées. Depuis cette date, l'OPW travaille à la conservation et la restauration des lieux.
En 1988, l'îlot constitue la Great Skellig Nature Reserve. L'année suivante, l'État irlandais rachète l'île aux Commissioners of Irish Lights, à l'exception de la zone du phare en activité. Enfin, en 1996, le site est inscrit au patrimoine mondial.

## Architecture

### Description

#### Monastère

Carte du monastère de Skellig Michael.

Le monastère est situé sur le pic nord-est, sur un plateau rocheux incliné. Il est constitué de deux enceintes (intérieure et extérieure). Une telle localisation permet de fournir un abri, de disposer de ressources en eau et d'avoir la pierre pour construire le monastère. Les moines ont bâti des terrasses sur lesquelles ils ont construit leurs bâtiments dans l'enceinte intérieure, tandis que l'enceinte extérieure servait de jardins pour la culture.
Le monastère est accessible depuis trois escaliers, North Steps (nord), South Steps (sud) et East Steps (est). Seul l'escalier sud est ouvert au public aujourd'hui. Plusieurs entrées successives ont été utilisées, l'actuelle étant la troisième à avoir été construite.
L'enceinte intérieure comporte une série de cellules, dont la construction est souvent attribuée aux moines, qui s'en seraient servis comme logement. Néanmoins, le fait qu'il s'agisse véritablement d'une construction érigée par les moines fait débat (voir section Authenticité et intégrité),.
Le site compte également deux oratoires. Le grand oratoire a la forme traditionnelle d'une carène de bateau renversée, tandis que le petit, plus récent, a fait l'objet d'une construction plus soignée.
L'église saint-Michel est, contrairement aux oratoires, de forme rectangulaire. Elle a été vraisemblablement construite en deux phases : consistant initialement en une petite église en maçonnerie de pierres liées au mortier, elle fut par la suite agrandie à l'aide de blocs de grès. L'église était probablement munie d'un toit en bois.

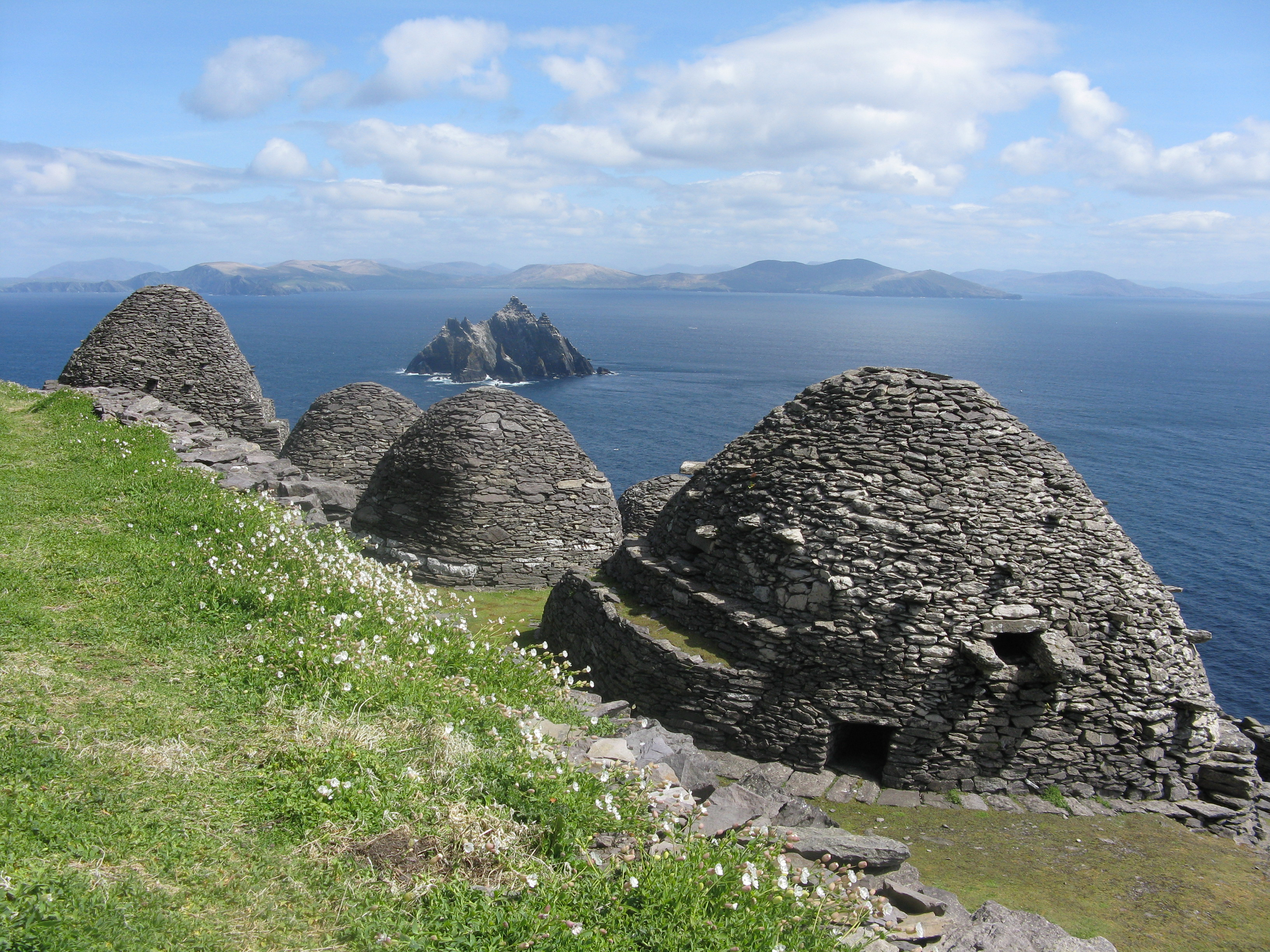
Les beehive huts (en irlandais : clochán), les cellules dont la construction est souvent attribuée aux moines.
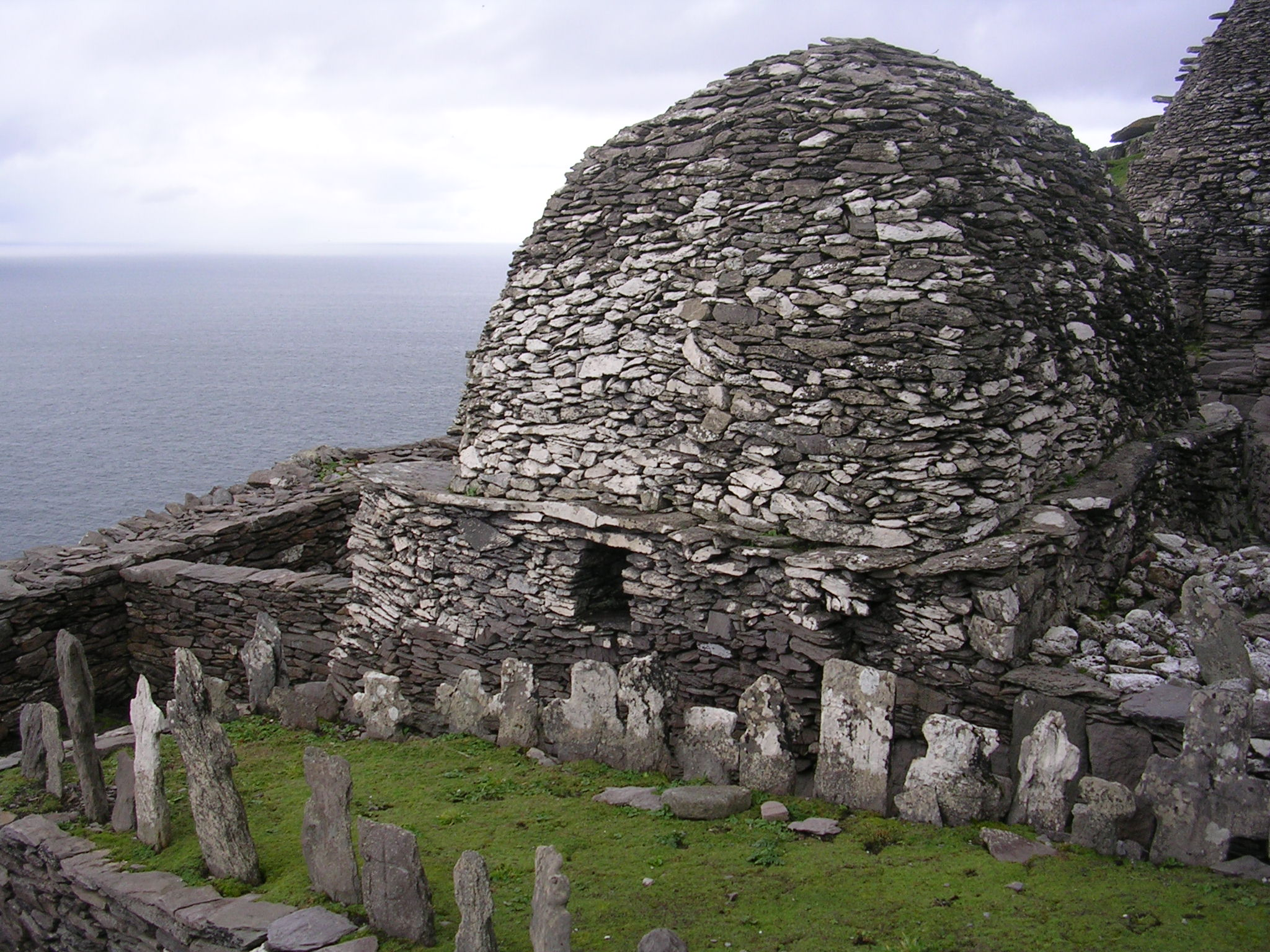
Cimetière et oratoire.

#### Ermitage
L'ermitage est situé juste en dessous du South Peak. Il est accessible par la plus récente des deux routes menant au sommet. Il est construit sur des terrasses taillées dans la roche et nivelé par des pierres sèches soutenant les murs.
Depuis le Christ's Saddle, l'ermitage est accessible par des chemins terrassés passant par un élargissement naturel du sentier connu sous le nom de Needle's Eye. À cet endroit, des plateformes, qui servaient sûrement de zone de transit pour le transport des pierres de construction des terrasses supérieures, sont visibles.
Les carrières étaient situées sur le South Peak et les fouilles du site ont permis d'obtenir de nombreuses informations sur la construction des terrasses.
Il y a trois terrasses principales : une terrasse servant vraisemblablement de jardin (Garden Terrace), une terrasse servant d'oratoire (Oratory Terrace) et une « terrasse extérieure » (Outer Terrace), d'accès très difficile.
La terrasse de jardin s'est en grande partie effondrée. Il est possible qu'elle ait accueilli un logement.
La terrasse de l'oratoire est la plus importante des trois. Située sur le versant sud, elle est relativement bien conservée. Elle a livré les restes d'un autel, un leacht et un long banc à l'ouest. L'eau est collectée des rochers au-dessus de la terrasse et conduite dans deux petits bassins interconnectés situés à l'entrée de l'oratoire. À l'extrémité est de la terrasse est située une étroite plateforme sur laquelle on a retrouvé les restes d'un possible sanctuaire. Une traverse partait de la terrasse de l'oratoire et rejoignait la « terrasse extérieure » et le sommet ; elle était originellement pavée et possédait un parapet.
La « terrasse extérieure » est la plus isolée des trois. Sa fonction n'est pas clairement établie, il semble en tout cas impossible qu'elle ait accueilli un logement. Elle a peut-être servi de refuge ou de lieu de contemplation.

#### Phares

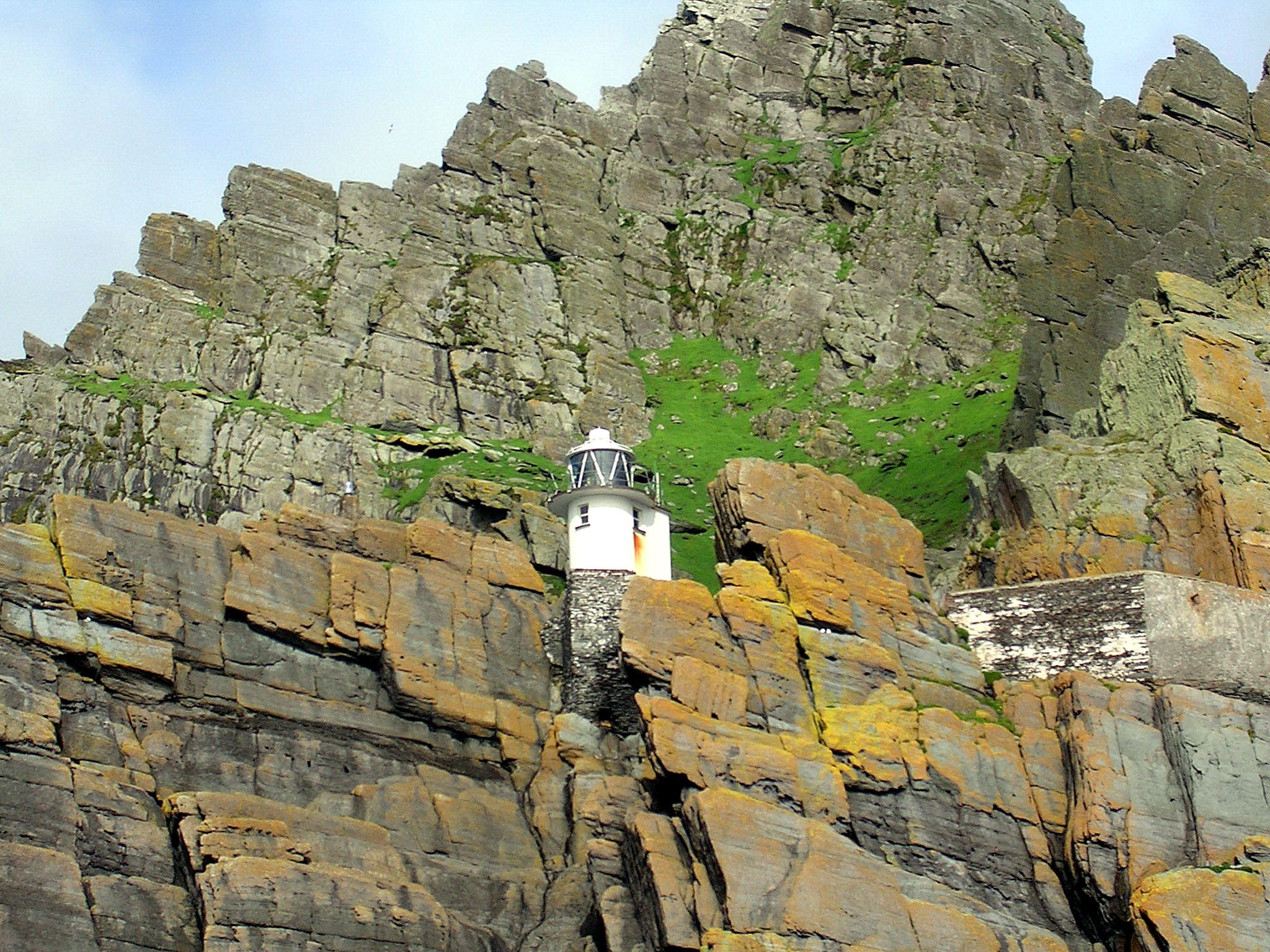
Le phare de Skellig Michael, toujours en activité.

Il y a deux phares à Skellig Michael.
Le phare le plus haut en altitude, Upper Lighthouse, est aujourd'hui en ruines. Il est situé à l'extrémité de la route des phares (Lighthouse Road). Mis en activité en 1826, il est inactif depuis 1870.
L'autre phare, Lower Lighthouse, est toujours en activité, géré par le Commissioners of Irish Lights,. Modernisé dans les années 1960, il fonctionne automatiquement depuis 1987, alimenté par des batteries chargées à l'énergie solaire depuis 2001,.

#### Escaliers et chemins

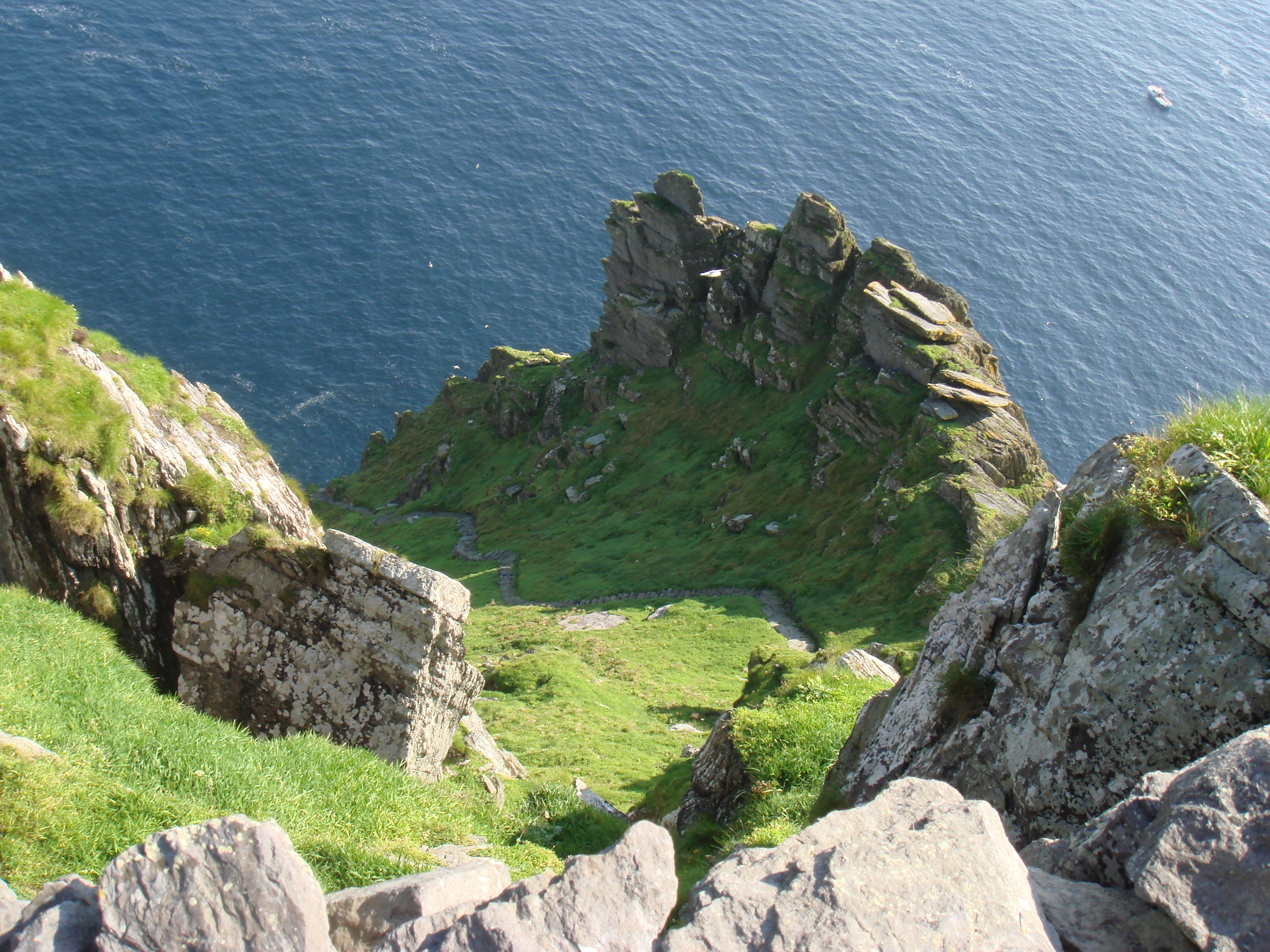
Escaliers de Skellig Michael.

Il y a trois escaliers principaux : North Steps (escalier du nord), South Steps (escalier du sud) et East Steps (escalier de l'est), menant au monastère. Les moines utilisaient en effet trois débarcadères différents, en fonction des conditions météorologiques et de l'état de l'océan. Il est cependant possible que ces escaliers soient les seuls restes d'un ancien réseau plus développé.
Les bases des escaliers étaient directement taillées dans la roche, tandis que le reste était construit selon la technique de la maçonnerie à pierres sèches.
La base de l'escalier Est a été détruite lors de la construction du débarcadère et de la route du phare (Lighthouse Road) dans les années 1820. Cependant, le reste de l'escalier est en très bon état de conservation.

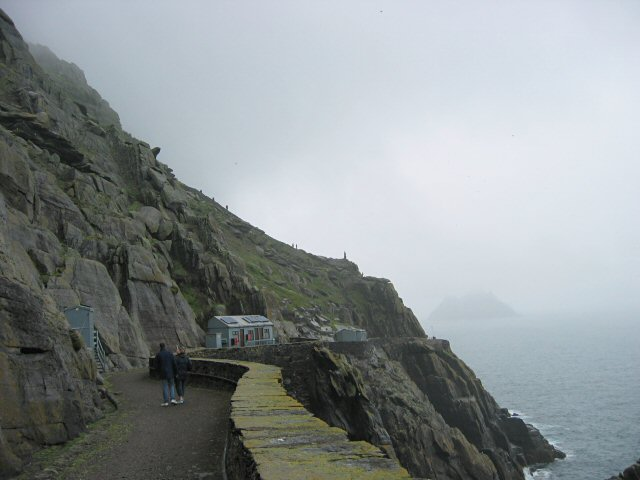
La Lighthouse Road, ici au sud-est de l'île.

L'escalier Nord fut très utilisé lors de la construction du phare. Sa section inférieure a été très érodée par la mer, et un parapet a été ajouté. L'escalier a dû être réparé, mais au prix de l'effondrement des sections inférieures ; l'escalier n'a pas pu être restauré dans son intégralité. Aujourd'hui, les escaliers Nord et Est sont fermés au public.
L'escalier Sud est celui utilisé par les visiteurs, il est accessible depuis la route du phare. Il rejoint celui du nord au Christ's Saddle puis continue jusqu'au monastère. Il y a des traces de structures associées à cet escalier, notamment des restes d'un mur devant appartenir à une terrasse, être un lieu de prière ou de pèlerinage, ou être un reste de la construction du phare.
En plus des trois escaliers déjà existants à l'époque des moines, les bâtisseurs du phare ont construit une route connue sous le nom de Lighthouse Road (« route du phare ») le long des côtes Sud et Ouest de l'île. Elle relie le débarcadère qu'ils ont également construit, près de la base des East Steps, jusqu'aux deux phares situés sur la partie ouest de Skellig Michael, l'ancien phare aujourd'hui inactif étant l'extrémité de la route.

### Authenticité et intégrité
Il est généralement considéré que Skellig Michael est dans l'ensemble bien conservé depuis l'époque médiévale — c'est d'ailleurs cet état de conservation qui a permis l'inscription du site au patrimoine mondial. Le plan des installations est quasiment intact, la plupart des structures du monastère et de l'ermitage sont complètes ; seuls des éléments individuels ont été altérés, notamment lors de la construction du phare au XIXe siècle. De plus, des recherches ont permis d'évaluer précisément les zones altérées. De nos jours, le site requiert toujours un important travail de préservation en raison de l'effet conjugué du temps, de l'environnement extrême et du tourisme.
Néanmoins, le fait que les structures aujourd'hui visibles soient l'œuvre des moines du Moyen Âge fait débat,. Ainsi, l'existence des beehive huts (les cellules « monastiques ») et des oratoires n'est rapportée qu'à partir de 1756,. Par ailleurs, si lesdits bâtiments datent vraiment du Moyen Âge, ils ont dû survivre au moins six siècles, au plus dix, alors que des constructions ailleurs en Irlande, censées être plus récentes et utilisant la même technique, la pierre sèche, sont aujourd'hui en ruines. De plus, les cellules, censées servir de logement, ne comportent pas de dispositif pour faire du feu et évacuer la fumée, à l'exception de la cellule F. Quant aux indices qui ont permis à la spécialiste Françoise Henry de conclure à l'existence d'oratoires — leur construction en forme de carène, l'orientation plus ou moins vers l'est et l'aménagement de l'intérieur —, l'archéologue Christian Lassure les considère comme ne constituant nullement une preuve. De surcroît, la construction de beehive huts en pierre sèche a perduré en Irlande jusqu'au début du XXe siècle. Enfin, le bail de vente de 1578 ne mentionne comme bâtiment qu'une « chapelle ». Ainsi, à l'exception de l'église saint-Michel, Christian Lassure conclut qu'il est plus probable que les cellules en pierre sèche aient été construites entre le rachat de l'île par un propriétaire privé à la fin du XVIe siècle et son passage sous contrôle de l'État au début du XIXe siècle.

## Gestion et protection
Skellig Michael est détenue par l'État irlandais, à l'exception de la zone du phare possédée par le Commissioners of Irish Lights.
Le site est inscrit au patrimoine mondial selon la justification suivante : « Le Comité a décidé d'inscrire le bien proposé sur la base des critères (iii) et (iv), considérant la valeur universelle exceptionnelle du site qui est à bien des égards un exemple remarquable d'installation religieuse primitive sur un rocher pyramidal en plein océan, préservé grâce à son remarquable environnement. Ce site illustre mieux qu'aucun autre les extrêmes d'un christianisme monastique caractéristique d'une grande partie de l'Afrique du Nord, du Moyen-Orient et de l'Europe ».
Outre l'inscription au patrimoine mondial, l'île est protégée par plusieurs conventions aussi bien nationales qu'internationales. Le site inscrit au patrimoine mondial est également classé monument national, et bénéficie de la protection offerte par les lois sur l'urbanisme. L'île constitue aussi la Great Skellig Nature Reserve depuis 1988, elle est également proposée pour former une Natural Heritage Area. Enfin, les îles Skellig et les eaux environnantes sont également classées zone de protection spéciale (SPA) sous le nom Skelligs SPA,.
La gestion du site est assurée conjointement par l'Office of Public Works, chargé de la gestion opérationnelle, et le Department of the Environment, Heritage and Local Government, responsable du cadre légal de protection de l'héritage du site. Ces deux organisations ont rédigé un plan de gestion (Managament Plan), en encadrant la protection du site. Réalisé en 2008, il expirera en 2018.
Les travaux de restauration menés par l'Office of Public Works sont controversés. En effet, certains archéologues, comme Michael Gibbons, considèrent que les restaurations, basées sur les conjectures des chercheurs quant à l'état passé des lieux, portent atteinte à l'intégrité du site.

## Activités

### Tourisme
Skellig Michael recevait en moyenne 11 100 visiteurs par an, le nombre de visiteurs par jour étant limité à 180 par l'Office of Public Works afin de protéger le site. Mais à la suite du tournage de la saga Star Wars sur l'île (voir section Cinéma), les statistiques ont fortement augmenté : 14 000 visiteurs en 2016 et 16 000 en 2017. La plupart des touristes se contentent d'apercevoir l'île depuis le mainland et ne se rendent pas sur le site.
L'île est accessible par bateau depuis Portmagee, Ballinskelligs, Caherdaniel et Knightstown (île de Valentia), la traversée de 11 km environ permettant de longer Little Skellig et d'apercevoir ses colonies de fous de Bassan,,. Skellig Michael n'est accessible que par beau temps, entre mai et septembre,.
L'île ne compte pas d'infrastructures touristiques et ne possédait pas de toilettes jusqu'en 2021, où des sanitaires furent installées près du débarcadère. De plus, il n'y a pas de port sur les îles Skellig, juste un débarcadère sur Skellig Michael, où la grande houle de l'Atlantique ne permet pas de s'amarrer, même par beau temps. De ce fait, le site ne peut être visité que par un petit nombre de touristes et seulement quelques jours par an.
Par ailleurs, il existe un centre touristique sur l'île de Valentia, The Skellig Experience,. Il ne s'agit pas d'un centre officiel mais d'un partenariat public-privé. Le centre comprend plusieurs expositions sur l'histoire, la faune et la flore de Skellig Michael, un restaurant et une boutique. La compagnie organise également des croisières autour de l'île.

### Cinéma
L'île a servi de décor pour le cinéma. Le film Cœur de verre (1976) de Werner Herzog se clôture sur l'île.
Skellig Michael a aussi accueilli plusieurs fois le tournage de la saga Star Wars, entre 2014 et 2016, pour les épisodes VII, VIII et IX. La décision de la ministre Heather Humphreys, motivée par les conséquences en matière d'emploi, de tourisme et des retombées pour l'industrie cinématographique irlandaise, a été fortement critiquée car allant à l'encontre de la politique de protection du site et pouvant causer, outre les perturbations des activités sur l'île, des effets néfastes sur l'écologie et l'archéologie à Skellig Michael, comme a averti l'organisation non gouvernementale An Taisce, et comme cela a finalement eu lieu. Par ailleurs, une rumeur a circulé affirmant qu'il serait illégal de se fournir des photographies de l'île pour une durée de dix ans. Le risque est également évoqué que l'île devienne plus renommée pour son usage cinématographique que pour son histoire et ses sites archéologiques — le nombre de visiteurs a ainsi fortement augmenté depuis la sortie des films.

### Bande dessinée
Elle est le lieu d'action où se passe l'intrigue de Sept missionnaires, 4e album de la série Sept.